# Before the Flood
Before the Flood è un doppio album live di Bob Dylan e The Band pubblicato nel giugno del 1974. L'album è stato registrato durante il Bob Dylan & The Band 1974 Tour, il primo tour intrapreso da Bob Dylan dopo l'incidente motociclistico accadutogli nei pressi della sua residenza di Woodstock.

## Tracce
- Tutte le canzoni sono di Dylan tranne dove indicato

### Disco 1
1. Most Likely You Go Your Way (And I'll Go Mine)
2. Lay Lady Lay
3. Rainy Day Women#12 & 35
4. Knockin' on Heaven's Door
5. It Ain't Me Babe
6. Ballad of a Thin Man
7. Up on Cripple Creek (J.R. Robertson)
8. I Shall Be Released
9. Endless Highway (J.R. Robertson)
10. The Night They Drove Old Dixie Down (J.R. Robertson)
11. Stage Fright (J.R. Robertson)

### Disco 2
1. Don't Think Twice, It's All Right
2. Just Like a Woman
3. It's Alright, Ma (I'm Only Bleeding)
4. The Shape I'm In (J.R. Robertson)
5. When You Awake (J.R. Robertson, R. Manuel)
6. The Weight (J.R. Robertson)
7. All Along the Watchtower
8. Highway 61 Revisited
9. Like a Rolling Stone
10. Blowin' in the Wind

## Formazione
- Bob Dylan - voce, chitarra, armonica, piano
- The Band:
  - Robbie Robertson - chitarra, voce
  - Garth Hudson - organo, piano, sintetizzatore
  - Levon Helm - batteria, voce
  - Richard Manuel - piano, piano elettrico, batteria, organo, voce
  - Rick Danko - basso, voce